# Ángel Mullera
Ángel Mullera Rodríguez (ur. 20 kwietnia 1984 w Lloret de Mar) – hiszpański lekkoatleta specjalizujący się w biegu na 3000 metrów z przeszkodami.
Zadebiutował w 2001, nie przechodząc przez eliminacje mistrzostw świata juniorów młodszych. Dwa lata później zajął 11. miejsce na juniorskich mistrzostwach Europy w Tampere. Czwarty zawodnik mistrzostw ibero-amerykańskich (2008). W latach 2009–2012 bez powodzenia startował na mistrzostwach świata (2009 & 2011) i Europy (2010) oraz reprezentował Hiszpanię na igrzyskach olimpijskich w Londynie (2012). W 2013 zajął 11. miejsce podczas światowego czempionatu w Moskwie. Rok później startował na mistrzostwach Europy w Zurychu, podczas których dobiegł na metę jako czwarty, lecz zdobył brązowy medal po dyskwalifikacji Mahiedine Mekhissi-Benabbada.
Złoty medalista mistrzostw Hiszpanii.
Rekord życiowy: 8:13,71 (7 września 2012, Bruksela).

## Osiągnięcia
| Rok  | Impreza                               | Miejsce   | Lokata      | Wynik   |
| ---- | ------------------------------------- | --------- | ----------- | ------- |
| 2001 | Mistrzostwa świata juniorów młodszych | Debreczyn | eliminacje  | 5:55,86 |
| 2003 | Mistrzostwa Europy juniorów           | Tampere   | 11. miejsce | 9:06,63 |
| 2008 | Mistrzostwa ibero-amerykańskie        | Iquique   | 4. miejsce  | 8:46,07 |
| 2009 | Mistrzostwa świata                    | Berlin    | eliminacje  | 8:47,40 |
| 2010 | Mistrzostwa Europy                    | Barcelona | eliminacje  | 8:37,38 |
| 2011 | Mistrzostwa świata                    | Daegu     | eliminacje  | 8:31,83 |
| 2012 | Igrzyska olimpijskie                  | Londyn    | eliminacje  | 8:38,07 |
| 2013 | Mistrzostwa świata                    | Moskwa    | 11. miejsce | 8:20,93 |
| 2014 | Mistrzostwa Europy                    | Zurych    | 3. miejsce  | 8:29,16 |